# Международная лунная обсерватория
Международная лунная обсерватория (англ. International Lunar Observatory, ILO) — международный проект размещения в районе Южного полюса Луны, на юго-западной части вала кратера Малаперт (вершине горы Малаперт, высотой около 5 км), телескопа с апертурой 7 см («размером с коробку для обуви») для проведения астрономических исследований в условиях отсутствия атмосферы.
Цель проекта — создать первую, как можно более надёжную, дешёвую и быстрореализуемую обсерваторию на поверхности Луны. Как указано на сайте проекта, он также призван способствовать построению на Луне обитаемой базы.
Для обслуживания обсерватории проект рассматривает возможность отправки в будущем к ней экипажей из двух человек на космическом корабле Dream Chaser, в том числе с астронавткой, которая стала бы при этом «первой женщиной на Луне».
В случае успеха, этот телескоп станет первым стационарным телескопом Земли, работающим на поверхности другого небесного тела (первый телескоп, входивший в полезную нагрузку спускаемого аппарата, был доставлен на Луну китайским зондом «Чанъэ-3» в 2013 году).
Ориентировочная стоимость проекта — 50 миллионов долларов.

## История проекта
Для реализации проекта в 2007 году был создан международный консорциум International Lunar Observatory Association (ILOA), официальный сайт https://iloa.org/. Основными подрядчиками проекта являются американская аэрокосмическая фирма Moon Express и канадская Canadensys Aerospace.
Сначала запуск планировался на 2008 год, но затем неоднократно переносился, и на февраль 2022 года всё ещё не был произведён.
Перед основным проектом, для отработки отдельных технологий, планируется запустить предварительный ILO-X, в качестве дополнительной нагрузки к Nova-C. На 1 мая 2022 года старт ILO-X был намечен на 1 июня 2022.